# Cognició implícita
El terme cognició implícita es refereix a la influència de factors com el coneixement, la percepció o la memòria sobre el capteniment d'una persona, en especial quan aquesta no té consciència d'aquesta influència.

## Resum
La cognició implícita abasta tot el que una persona aprén i fa de manera subconscient o inconscient. N'és un exemple l'habilitat de caminar amb bicicleta: quan una persona hi aprén per primera volta, és plenament conscient de cada moviment que fa i de cada habilitat que adquireix. Després de fer-ho durant molt de temps, però, fins i tot després de deixar la bicicleta molts anys, en prendre-la de nou no li cal aprendre aquestes habilitats una altra vegada, sinó que el seu coneixement implícit n'agafa el control i pot conduir-la com si mai no hagués deixat de fer-ho. És a dir, no cal pensar sobre les accions necessàries per a anar amb bicicleta. Aquest exemple mostra que la cognició implícita es relaciona amb moltes activitats mentals i situacions quotidianes de la vida. Hi ha molts processos en què s'empra la memòria implícita, fins i tot en l'aprenentatge, en la cognició social i en la resolució de problemes.

## Història
La cognició implícita l'esmentà per primera vegada l'any 1649 René Descartes en el seu tractat Les passions de l'ànima. Hi diu haver descobert que les experiències desagradables experimentades en la infantesa romanen en el cervell, fins a la mort, sense un registre conscient de la seua permanència. Malgrat que aquesta idea mai no fou acceptada per cap altre filòsof, el 1704 Gottfried Wilhelm Leibniz, en Nous assaigs sobre l'enteniment humà, ressalta la importància de les percepcions inconscients, que descriu com a idees de les quals no ens adonem i, tanmateix, influeixen en el comportament. Proposa que les persones tenen efectes residuals de les seues impressions, tot i no conservar el record d'aquestes impressions. El 1802 el filòsof francés Maine de Biran, en Influència de l'hàbit sobre la facultat de pensar, fou el següent després de Leibniz a discutir sistemàticament la memòria implícita, afirmant que després de prou repeticions, un hàbit pot tornar-se automàtic, és a dir: realitzat sense coneixement conscient. El 1870, Ewald Hering va dir que era essencial considerar la memòria inconscient, involucrada en la rememoració involuntària i el desenvolupament d'accions habituals automàtiques i inconscients.

## Aprenentatge implícit
L'aprenentatge implícit comença ja en la primera infantesa. Els xiquets aprenen a parlar uns anys abans d'aprendre formalment gramàtica i regles del diàleg. Això és possible gràcies a l'aprenentatge i l'associació implícits. L'aprenentatge de la llengua pròpia es produeix en escoltar la parla dels adults en les converses quotidianes.

### Estudis sobre l'aprenentatge implícit
Es feu un estudi amb pacients que sofrien amnèsia i no tenien capacitat per a aprendre una llista de paraules o imatges. Tanmateix, es va descobrir que tenien més èxit en completar o unir paraules o imatges fragmentades. Una possible explicació en seria que la memòria implícita fou menys susceptible al dany cerebral que la memòria explícita. Es va documentar el cas d'un home de 54 anys que tenia mal bitemporal i dificultat per a recordar fets i noms, famosos o de la seua vida personal; així i tot, el seu acompliment estigué dins els límits normals en fer tasques de completar noms famosos i avaluar cares de famosos.
Un estudi conegut investigà l'efecte de la visió cega en individus que havien sofert mal en una meitat de l'escorça visual, i eren cecs en el costat contrari del camp visual. Quan se'ls mostraven objectes o imatges a aquestes àrees cegues, els participants deien que no els veien. Però en demanar-los-els que endevinassen si l'estímul era "creu" o "cercle", se'n registrà un percentatge d'encerts significativament superior a l'esperable per probabilitat. La hipòtesi n'és que la informació va ser processada per les primeres etapes del cicle de percepció (selecció, organització i interpretació), i només va fallar en la darrera etapa de retenció i memòria, en què la imatge entra al pensament conscient. Així, l'estímul podia entrar en la memòria implícita, tot i que els pacients fossen incapaços de percebre'l conscientment.

## Relacions socials implícites
La cognició implícita també compleix un rol social. Les persones tendeixen a jutjar els objectes i els individus que veuen més sovint com a acceptables. N'és un exemple l'efecte de la fama falsa. Graff i Masson (1993) feren un estudi en què mostraven als participants una llista de noms famosos i de desconeguts. Al començament les persones recordaven més sovint els noms famosos, però després de 24 hores associaven els noms no famosos a persones famoses.
La cognició implícita afecta també la manera en què les persones es veuen les unes a les altres, així com les seues interaccions. Sovint les persones classifiquen de manera subconscient en el mateix grup persones que s'assemblen entre si.